# Гетто в Холопеничах (Минская область)
Гетто в Холо́пеничах (июль 1941 — 6 сентября 1941) — еврейское гетто, место принудительного переселения евреев поселка Холопеничи Крупского района Минской области и близлежащих населённых пунктов в процессе преследования и уничтожения евреев во время оккупации территории Белоруссии войсками нацистской Германии в период Второй мировой войны.

## Оккупация Холопеничей и создание гетто
Холопеничи были захвачены немецкими войсками 27 (28) июня 1941 года, и оккупация продлилась 3 года — до 29 июня 1944 года.
Сразу после оккупации всем евреям запретили под угрозой смерти выходить на улицу без опознавательных меток — нашивок на верхней одежде в виде желтых кругов диаметром 10 сантиметров
Немцы появились в Холопеничах, окруженных болотами, только 4 раза за всё время оккупации.

## Уничтожение гетто

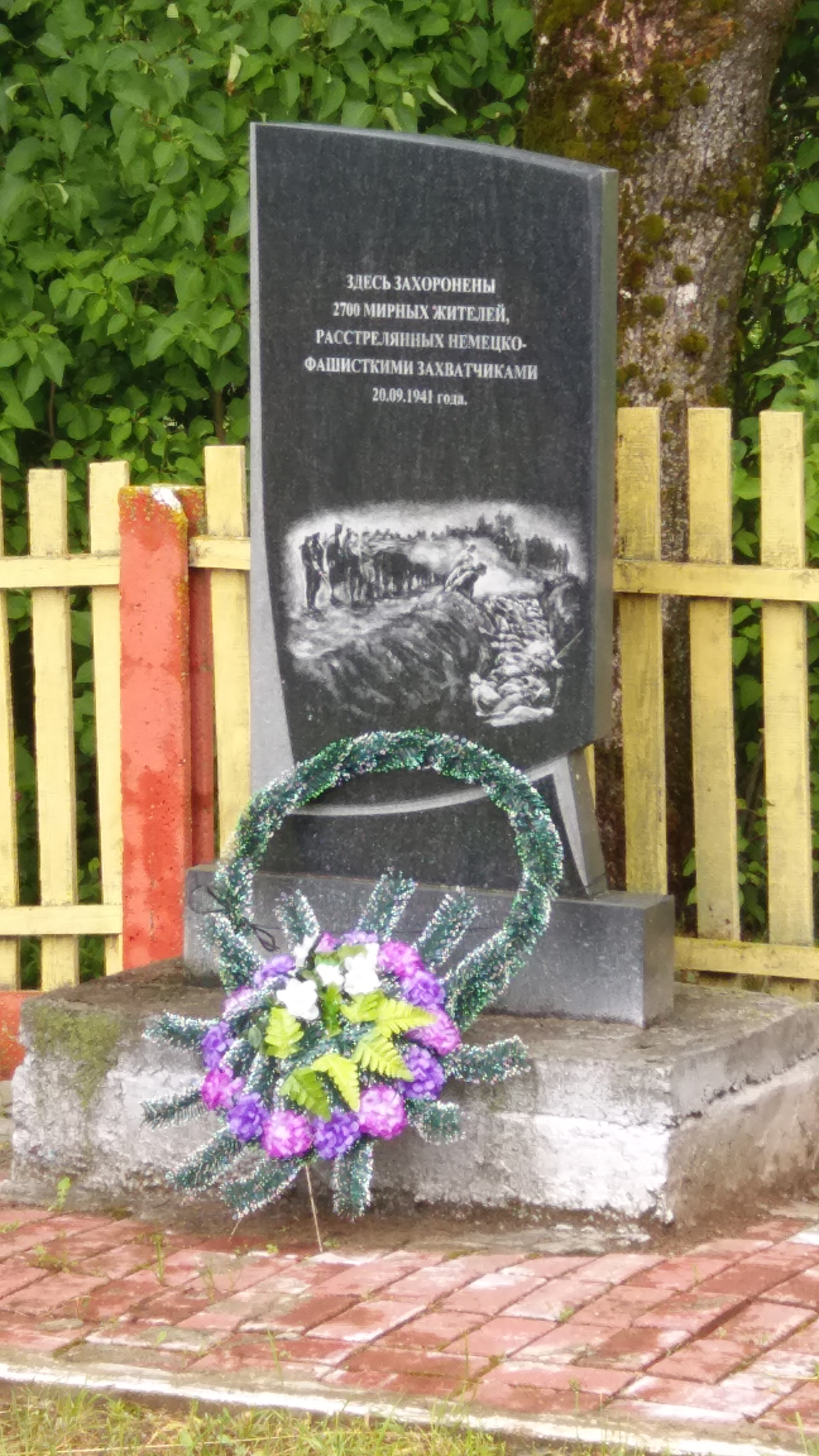

В субботу 6 (20) сентября 1941 года в Холопеничи прибыл карательный отряд из немцев — более 100 человек, которые без предупреждения окружили поселок.
Немецкие солдаты обошли еврейские дома и под предлогом переселения согнали в помещение клуба всех евреев — в том числе и евреев-беженцев из Минского, Борисовского, Зембинского, Смолевичского районов и из Западной Беларуси. Тех, кто кто не мог идти, везли на подводах. Всего в клубе оказалось около 900 человек. Через несколько часов всех евреев вывели из клуба и под конвоем погнали в конец местечка по направлению к деревне Бабарика, около которой уже был выкопан расстрельный ров. Тех, кто не мог двигаться, везли на телегах.
В урочище Каменный Лог, примерно в километре от местечка, всех расстреляли. Перед убийством обреченных людей заставляли раздеваться и складывать одежду. Тех, кто пытался убежать, застрелили. Очень многих раненых и даже не задетых пулями закопали живыми. В расстреле принимали участие и солдаты 354-го пехотного полка вермахта.
В то время, когда евреев уводили на расстрел, 36 местных белорусов обязали с лопатой явиться в клуб и под охраной направили в урочище Каменный Лог, приказав закопать расстрелянных евреев, среди которых были ещё живые. Когда яма была только слегка присыпана на 6-7 сантиметров, их отвели от места расстрела и приказали ждать. Часа через два их вернули к яме, где уже были расстреляны ещё 700 (800) евреев, доставленных из деревни Шамки.
По данным комиссии ЧГК, в этот день на этом месте были убиты 1600 евреев из Холопеничей и около 700 (600, 800) из Шамок — как взрослых, так и грудных детей. На памятнике указано, что убитых было 2700.
После расстрела «бобики» (так в народе презрительно называли полицаев) поделили между собой одежду убитых евреев.

## Память
Памятник на месте расстрела был установлен родственниками погибших евреев в 1957 году. В 2008 году на его месте был возведен новый памятник.
Опубликованы неполные списки жертв геноцида евреев в Холопеничах.

## Комментарии
1. ↑  В русском языке за служащими коллаборационистских полицейских органов закрепилось разговорное уничижительное название полица́й (во множественном числе — полица́и).